# معركة سامراء الجوية
معركة سامراء الجوية أو عملية سامراء عملية قامت بها طائرتي ميكويان جيروفيتش ميج-25 من القوات الجوية العراقية خلال حرب الخليج الثانية بالاشتباك مع طائرتي إف-15 إيغل من القوات الجوية الأمريكية من أجل كسر الحائط الجوي الذي أقامه الأمريكان على طول الحدود العراقية مع إيران. قامت القوات الجوية العراقية بآخر عملية هجومية. من خلال التخطيط والتنسيق الدقيقين نجحت طائرتي ميكويان جيروفيتش ميج-25 في مواجهة طائرتي إف-15 إيغل والاشتراك معهما في معركة حاسمة. بعد عدة دقائق من المناورة الجوية وإطلاق عدة صواريخ عادت الطائرتين العراقيتين إلى قاعدة تموز الجوية دون أن تتضررا بينما عادت الطائرتين الأمريكيتين إلى المملكة العربية السعودية مع تضرر إحداهما.

## المقدمة
بحلول 19 يناير أصبح من الواضح للقيادة العراقية أنها لا تستطيع إشراك قوات التحالف الجوية علنا. أمر صدام حسين بتخزين معظم أصوله الجوية داخل المخابئ في محاولة لانقاذها لاستخدامها في المستقبل ضد التحالف. نتيجة لذلك بدأت طلعات التحالف استهداف حظائر الطائرات والملاجئ لتدمير القوات الجوية العراقية على الأرض. في الفترة بين 17 و 27 يناير تم تدمير 117 طائرة عراقية على الأرض. أمر حسين قواته الجوية بإجلاء طائرتهم إلى إيران مؤقتا لاستخدامها في الطلعات الجوية المقبلة (بدلا من ذلك قامت إيران بالاستيلاء على الطائرات).
حلقت الطائرات العسكرية العراقية في مجموعات تتكون كل منها من أربع طائرات معا وتراجعت شرقا عبر البلاد عبر أجواء بغداد بسبب دفاعاتها الجوية الثقيلة. لمواجهة ذلك أقامت القوات الجوية الأمريكية جدار جوي من طائرات إف-15 إيغل على طول الحدود الإيرانية لإسقاط أي طائرة تحاول الفرار. لتسهيل انسحاب قواتها الجوية سعى العراق إلى إسقاط هذه الدوريات.

## الخطة
كان التخطيط لعملية سامراء قد بدأ في وقت مبكر من 18 يناير عندما عززت القوات الجوية العراقية من قبل عملية ناجحة في الليلة السابقة حيث اعترضت عدة طائرات إف-111 رافينز التي كانت تقوم بالتشويش على الرادارات العراقية. في وقت لاحق تمكنت المدافع العراقية المضادة للطائرات من إفساد الفوضى التي لا تزال محظورة الآن من قبل مقاتلات إف-15 إيغل.
اشتملت الخطة على وجود طائرتين من طراز ميكويان جيروفيتش ميج-25 من اتجاهات مختلفة في مجموعة معزولة من طائرات إف-15 إيغل. إذا حاولت طائرة إف-15 إيغل مهاجمة طائرة ميكويان جيروفيتش ميج-25 فإن الأخرى المرافقة ستقوم بإسقاط طائرة إف-15 إيغل بسهولة. لم يقم العراق بترحيل طائرات ميكويان جيروفيتش ميج-25 من أجل القيام بهذه المهمة. انتظرت القوات العراقية الوضع المناسب لبدء العملية.

## المعركة
أخيرا في 30 يناير اعترضت وحدة الاستخبارات العراقية إحدى دوريات زيريكس 31 وهي تقترب من الطائرة التي تزود بالوقود جويا والذي يستلزم ساعة ونصف ذهابا وإيابا إلى الناقلة الجوية. بقيت طائرتي إف-15 إيغل فقط من القوات الجوية الأمريكية بقيادة النقيب توماس ديتز والملازم أول روبرت هيهيمان للقيام بدوريات في السماء. اعترافا بالفرصة سارعت طائرتي ميكويان جيروفيتش ميج-25 بانتهاز الفرصة بالانطلاق سريعا من قواعد جوية منفصلة. خرج النقيب محمود عوض من قاعدة القادسية الجوية في حين انطلق النقيب محمد جاسم السامرائي من قاعدة تموز الجوية. بعد التوجه إلى هدف كاذب توجه الطياران إلى ديتز وهيهيمان.
اشتبكت الطائرات على الفور مع بعضهم البعض حيث أطلق هيهيمان صاروخين كان أحدهما فاشلا. في نفس الوقت أغلق السامرائي الطريق على هيهيمان وأطلق السامرائي صاروخ آر-40 الباليستي بعد القيام بمناورة ومراوغة ولتجنب صاروخ هيهيمان. ومع ذلك فقد اصطدم صاروخ السامرائي بهدفه وتسبب في ضرر للمحرك الأيسر لهيهيمان ولكن استمرت طائرة إف-15 إيغل في التحليق. في الوقت نفسه قام ديتز بالاشتباك مع عوض في محاولة لإطلاق عدة صواريخ عليه. بعد فشل صواريخ ديتز في إطلاق النار ثلاث مرات تمكن عوض من الهروب من ديتز ووضع الأخير في وضعية الدفاع. حاول ديتز التحليق نحو الشرق. وكان هيهيمان ما يزال مشتبكا مع السامرائي وأطلق هيهيمان صاروخا آخر في محاولة لإسقاط طائرة ميكويان جيروفيتش ميج-25 العراقية ثم وجد نفسه محجوزا من قبل عوض غير المشغول الآن. تجنب هيهيمان صاروخ عوض بفارق ضئيل. بعد ذلك فر السامرائي وعوض غربا نحو قاعدة تموز الجوية.
في الوقت نفسه كانت طائرة زيريكس 31 عائدة من الناقلة الجوية وكانت تراقب المعركة الجوية. قرر الطياران المقدم راندي بيغوم والملازم الأول لين بروم توجيه طائراتهما إف-15 إيغل لمحاولة اعتراض طائرتي ميكويان جيروفيتش ميج-25. لسوء الحظ أجبرا على التحليق على ارتفاع عال فوق بغداد وهو المجال الجوي الأكثر دفاعا في العراق وبالتالي أصبحا في مرمى نيران المدافع العراقية. اعترف بيغوم لاحقا أنه لم يلاحظ الانجراف لأنه هو ومساعده كانا عازمان على تدمير ميكويان جيروفيتش ميج-25. على الرغم من ذلك فإنهم ما زالا قادرين على وضع السامرائي وعوض في مرمى نيرانهما وأطلقا عليهما صاروخ على كل منهما ولكنهما لم يصبهما. في محاولة أخرى أطلق بيغوم صاروخا من طراز إيم-7 على عوض لكن عوض تمكن من الهبوط بطائرته قبل وصول الصاروخ. أطلق بيغوم صاروخ إيم-7 آخر على السامرائي ولكنه اختى من رادار طائرته. الصاروخ أصاب طائرة السامرائي في الجناح الأيسر بعد هبوطه في القاعدة الجوية وابتعاده عنها بحوالي ثلاثة أمتار. خرج بيغوم وبروم من المنطقة بعد أن تم إطلاق عليهما صاروخ أرض-جو.

## النتيجة
في البداية اعتبرت القوات الجوية العراقية أن السامرائي حقق أول انتصار مع تأكيد ذلك لاحقا بعد أن اكتشف مهرب بدوي حطام طائرة من طراز إف-15 إيغل بالقرب جدا من المكان الذي ادعي فيه أن الرادارات العراقية فقدت مسار سقوط طائرة إف-15 إيغل في 30 يناير. في وقت لاحق أظهرت وثائق الحكومة العراقية أن طائرتي إف-15 إيغل أسقطتا في هذا الاشتباك. ومع ذلك لا يوجد سجل للطائرة إف-15 إيغل بأنها أسقطت في 30 يناير في المنطقة غرب بغداد. ومع ذلك وهذا هو الأقرب بأن الطائرة إف-15 إيغل أطلق عليها النار في القتال الجوي. ماتزال تحتفظ بسجل مثالي حتى يومنا هذا.
عملية سامراء كانت آخر عملية هجومية للقوات الجوية العراقية خلال حرب الخليج الثانية. بحلول منتصف فبراير توقفت جميع أنشطة القوات الجوية العراقية بشكل فعال عندما انتهى الائتلاف من هيمنتهم على السماء ولم تكن هناك محاولة هجومية واحدة خلال المرحلة الأولى من الحرب. نجت معظم طائرات ميكويان جيروفيتش ميج-25 في ترسانة العراق من الحرب وواصلت الخدمة حتى غزو العراق عام 2003 عندما دفنوها بدلا من مواجهة القوات الجوية الأمريكية مرة أخرى.
احتل ديتز وهيهيمان المركز الأول في حرب الخليج الثانية بإسقاط ثلاث طائرات في نهاية الحرب بينما بيغوم وبروم لم يستطيعا إسقاط أي طائرة في نهاية الحرب.